# Brent Briscoe
Brent Briscoe (Moberly, 21 de maio de 1961 – Califórnia, 18 de outubro de 2017) foi um ator e roteirista norte-americano.
Briscoe nasceu em Moberly em Missouri. Depois de terminar seus estudos na Universidade de Missouri , Briscoe lançou a sua carreira como um ator de teatro. Ele, então, seguio em roteiros e atuando em filmes. Ele se mudou para Los Angeles permanentemente depois de trabalhar com Billy Bob Thornton em Sling Blade e os dois frequentemente colaboraram nos anos subseqüentes. Ele também trabalha frequentemente com Mark Fauser que foi seu colega de faculdade.

## Filmografia como ator
| Ano  | Nome                               | Personagens                                 |
| ---- | ---------------------------------- | ------------------------------------------- |
| 2012 | The Dark Knight Rises              | Veteran police officer                      |
| 2010 | Dirty Girl                         | Officer Perry                               |
| 2010 | The Killer Inside Me               | Bum / The Stranger / Visitor                |
| 2009 | Extract                            | Phil                                        |
| 2008 | The Grind                          | Brent B                                     |
| 2008 | Yes Man                            | Homeless guy                                |
| 2007 | National Treasure: Book of Secrets | Michael O'Laughlen                          |
| 2007 | In the Valley of Elah              | Detective Hodge                             |
| 2006 | Bachelor Party Vegas               | Big Gut Mel                                 |
| 2006 | Home of the giants                 | Prock                                       |
| 2006 | House MD                           |                                             |
| 2004 | Spider-Man 2                       | Garbage man (Finds Spiderman suit in trash) |
| 2002 | Waking up in Reno                  | Russell Whitehead                           |
| 2001 | The Majestic                       | Sheriff Cecil Coleman                       |
| 2001 | Mulholland Drive                   | Detective Neal Domgaard                     |
| 2000 | The Green Mile                     | Bill Dodge                                  |
| 1999 | The Thirteenth Year                | Big John Wheatley                           |
| 1999 | Crazy in Alabama                   | Jury Foreman/Chester Vinson's voice         |
| 1999 | The Minus Man                      | Chief of Police                             |
| 1998 | A Simple Plan                      | Lou Chambers                                |
| 1998 | Another Day in Paradise            | Clem                                        |
| 1997 | U Turn                             | Boyd                                        |
| 1996 | Sling Blade                        | Scooter Hodges                              |

## Filmografia como escritor
- Waking Up in Reno (2002)
- The Right to Remain Silent (1996) (teleplay)
- Evening Shade (2 episódios, 1994)

### Ligações Externas
- Brent Briscoe. no IMDb.
- Brent Briscoe (em inglês) no Allmovie